# Santa Isabel do Ivaí
Santa Isabel do Ivaí é um município brasileiro situado no Noroeste do estado do Paraná. Sua população segundo o Censo IBGE 2022 é de 8,912 habitantes, incluindo rural e urbana.

## Localização
O município está localizado na Zona Fisiografia do Ivaí Limitando-se ao Norte com Loanda; ao Oeste com Santa Cruz de Monte Castelo; ao Sul com Douradina e Tapira; ao Leste com Santa Mônica. Tem por Distrito Administrativo São José do Ivaí.

## História
Sua fundação deve-se, sobretudo, aos diversos fluxos demográficos provenientes do Ciclo Cafeeiro do início do século XX no Estado do Paraná.
Entre 1948 e 1950, um grupo de desbravadores resolveram constituir uma companhia territorial para lotear e povoar a 'Gleba 19' da então 'Colônia de Paranavaí', aproveitando justamente o fluxo migratório provocado pela recente fundação desta. A empresa recebeu a denominação de '"Companhia Imobiliária e Colonizadora Santa Isabel do Ivaí"' por intermédio de um de seus gerentes 'Alberico Marques Ferreira', pois sua mãe se chamava Isabel e havia falecido naquele ano.
O loteamento, seguiu um plano técnico previamente traçado, iniciando-se com a venda das datas, acarretando no território um grande fluxo de migrantes tanto no perímetro urbano como na zona rural.
Criado através da 'Lei Estadual n.° 253 de 26 de novembro de 1954', o município foi instalado em 25 de novembro de 1955, desmembrado-se então de Paranavaí.

## Dados Gerais
População (2010):
- Total: 8.912 habitantes,
- Urbana: 7.736 habitantes,
- Rural: 1.176 habitantes,
- Taxa de Crescimento Anual Total: -0.77 %,

Distâncias da Ccapital: 590 km, do Porto de Paranaguá: 681 km e do aeroporto mais próximo: 148 km (Maringá).

### Principais Produtos Agrossilvopastoris
Uva, arroz, abacaxi, bovinos, leite, laranja, limão, ponca, monte Negrina e mandioca.

### Indústria Dominante
Produtos alimentares, frutas, mobiliário, construção civil e metalurgia.

## Clima
Clima Subtropical Úmido Mesotérmico, com verões quentes e geadas pouco frequentes, com tendência de concentração das chuvas nos meses de verão, sem estação seca definida. A média das temperaturas dos meses mais quentes é superior a 22◦C e a dos meses frios é inferior a 18◦C.

## Aspectos Econômicos
Participação no PIB Municipal [carece de fontes?] :
- Agropecuária: 25,61 %
- Indústria: 3,62 %
- Serviços: 70,77 %
- Produto Interno Bruto: US$ 12.343.278,53, PIB per capita: US$ 1.285,49
- População Economicamente Ativa: 4.518 hab.
- Agropecuária e Agricultura como: Plantação de Arroz, Plantação de Abacaxi, Criação de bovinos, Criação de Avicultura, Criação do Bicho-da-Seda, Leite (laticínios), Plantação de Laranjas e Plantação de Mandioca (fecularia).

## Feriados Municipais e Datas Festivas
- 02 de Julho – Aniversário do município
- 05 de novembro – Dia da Padroeira do Município – Santa Isabel, Mãe do Precursor
- 19 de novembro – Emancipação Política do Município

## Curiosidades
Em novembro de 2001, ocorreu na cidade o maior (na época) surto mundial de toxoplasmose, sendo que numa população de 9.000 habitantes, houve registro de 462 infectados. A doença teve sua disseminação devido a fezes de gatos em proximidade ao reservatório de água responsável pelo abastecimento municipal.